# Otokar Mokrý
Otokar Mokrý (ur. 25 maja 1854 w Czeskich Budziejowicach, zm. 1 stycznia 1899 w Vodňanach) – poeta i powieściopisarz czeski także tłumacz, członek honorowy Towarzystwa Muzeum Narodowego Polskiego w Rapperswilu od 1898 roku.
Z zawodu był adwokatem. Pisał w Narodnich Listach, był redaktorem Lacina knihovna narodni i czasopisma ilustrowanego Domaci krb. Przekładał m.in. Juliusza Słowackiego. Był też posłańcem do parlamentu.